# 嵐の中の愛のように
『嵐の中の愛のように』（あらしのなかのあいのように）は、1993年7月3日から9月25日まで日本テレビ系列で毎週土曜22:00 ‐22:54（JST）の『DRAMA-CAN!』枠で放送されたよみうりテレビ製作のテレビドラマ。原作は藤本ひとみの小説「ファッション界ストーリーシリーズ」の『恋愛イリュージョン』と『恋愛エチュード』。

## 概要
沢口靖子のよみうりテレビ制作の連続ドラマ初主演の作品である。沢口靖子演じる美欧と、浅丘ルリ子演じる八神響子との師弟関係を主軸として、ファッション業界を描いた連続ドラマである。浅丘ルリ子は、本作以降、 2002年にNHKで放映された『逃亡』まで連続ドラマに出演していない。本作の再放送は、制作局の読売テレビで1994年の10:30 - 11:25に編成されていたドラマ再放送枠で 一度だけ行われているが、日本テレビや地方局では再放送が一度も行われていない局も多く、また、映像ソフト化もなされていない。

## キャスト
- 沢田美欧：沢口靖子

デザイナーの卵。
- 八神貴之：東幹久

響子の息子で、経理部長。
- 沢田雅子：鍵本景子

美欧の妹。出版社勤務。
- 水島賢二：池田政典

美欧の婚約者。週刊誌記者。
- 佐伯純子：秀香
- 高原祐一郎：橋爪淳
- 津島久美：鷲尾真知子
- 榎木美佐子：有田麻里
- 高城俊介：橋爪功

響子のスポンサーで、愛人。
- 八神清乃：赤木春恵（特別出演）

響子の母。
- 八神響子：浅丘ルリ子

日本のトップデザイナー。

## スタッフ
- 原作：藤本ひとみ『恋愛イリュージョン』『恋愛エチュード』
- 脚本：吉本昌弘、中園美保
- 脚本協力：鶴岡直輝
- 主題歌：高橋洋子『ブルーの翼』
- 音楽：PICASSO
- 音楽プロデューサー：大平太一
- 音楽監督：向井達也
- プロデュース：岡本俊次、川原康彦、宮崎徹
- アシスタントプロデューサー：森下典子
- 演出：石橋冠、河村毅、五木田亮一
- 演出補：河村毅、岡島明
- 制作主任：近藤博、山下秀治
- 協力：西田武生
- テクニカルディレクター：内山久光
- カメラ：山下悟
- 照明：小林靖直
- 技術協力：NTV映像センター、生田スタジオ
- 美術デザイン：渡辺俊孝
- 制作：よみうりテレビ、日本テレビエンタープライズ

## サブタイトル
1. 1993年7月3日 （サブタイトル無し）
2. 1993年7月10日 「野望の花」
3. 1993年7月17日 「母と息子」
4. 1993年7月24日 「禁断の絆」
5. 1993年7月31日 「命のパリ」
6. 1993年8月7日 「パリの恋」
7. 1993年8月14日 「復活の女」
8. 1993年8月28日 「ライバル」
9. 1993年9月4日 「悲しみは突然に!」
10. 1993年9月11日 「妊娠」
11. 1993年9月18日 「生と死と」
12. 1993年9月25日 「幻の結婚」

| 読売テレビ DRAMA-CAN!                 | 読売テレビ DRAMA-CAN!                  | 読売テレビ DRAMA-CAN!                 |
| 前番組                                | 番組名                                 | 次番組                                |
| ------------------------------------- | -------------------------------------- | ------------------------------------- |
| 彼女の嫌いな彼女 （1993.4.17 - 6.26） | 嵐の中の愛のように （1993.7.3 - 9.25） | 嘘でもいいから （1993.10.23 - 12.18） |